# Luhan (fiume)
Il Luhan (in ucraino Луган?; in russo Лугань?, Lugan) o Luhanka (in ucraino Луганка?) è un fiume dell'Ucraina.
Si tratta di un affluente del Donec, nel bacino del Don. È lungo 198 chilometri, e ha un bacino idrografico di 3 740 chilometri quadrati. Da esso prende il nome la città di Luhans'k. Il Luhan nasce nella parte orientale di Horlivka nell'oblast' di Donec'k.